# Kleines Pyhrgas
Kleines Pyhrgas är en bergstopp i Österrike.   Den ligger i distriktet Kirchdorf och förbundslandet Oberösterreich, i den centrala delen av landet, 160 km väster om huvudstaden Wien. Toppen på Kleines Pyhrgas är 1 446 meter över havet.
Terrängen runt Kleines Pyhrgas är bergig söderut, men norrut är den kuperad. Närmaste större samhälle är Rottenmann, 17,4 km söder om Kleines Pyhrgas. 
I omgivningarna runt Kleines Pyhrgas växer i huvudsak blandskog. Runt Kleines Pyhrgas är det ganska glesbefolkat, med 29 invånare per kvadratkilometer.